# Теплицька сільська рада
Тепли́цька сільська́ ра́да — орган місцевого самоврядування Теплицької сільської громади у Болградському районі Одеської області. Сільська рада утворена в 1965 році як адміністративно-територіальна одиниця.

## Склад ради
Рада складається з 16 депутатів та голови.
- Голова ради: Андреєв Сергій Степанович
- Секретар ради: Борлак Тетяна Єлисеївна

### Керівний склад попередніх скликань
| Прізвище, ім'я, по батькові | Основні відомості                                                                       | Дата обрання | Дата звільнення |
| --------------------------- | --------------------------------------------------------------------------------------- | ------------ | --------------- |
| Дімітров Петро Миколайович  | Сільський голова, 1951 року народження, член Партії регіонів                            | 26.03.2006   | 31.10.2010      |
| Андреєв Сергій Степанович   | Сільський голова, 1965 року народження, освіта середня спеціальна, член Партії регіонів | 31.10.2010   |                 |

Примітка: таблиця складена за даними сайту Верховної Ради України

### Депутати
За результатами місцевих виборів 2010 року депутатами ради стали:

#### За суб'єктами висування
| Суб'єкт висування | Кількість обраних депутатів | %    |
| ----------------- | --------------------------- | ---- |
| Партія регіонів   | 10                          | 62,5 |
| Самовисування     | 6                           | 37,5 |

#### За округами
| № округу        | Прізвище, ім'я, по батькові    | Дата визнання обраним | Освіта             | Партійна приналежність                  | Відомості про обраного депутата                                                                 |
| --------------- | ------------------------------ | --------------------- | ------------------ | --------------------------------------- | ----------------------------------------------------------------------------------------------- |
| Партія регіонів |                                |                       |                    |                                         |                                                                                                 |
| 1               | Гімп Віктор Васильович         | 01.11.2010            | середня            | член Партії регіонів                    | пенсіонер                                                                                       |
| 4               | Топал Степанида Петрівна       | 01.11.2010            | середня спеціальна | член Партії регіонів                    | тимчасово не працює                                                                             |
| 8               | Борлак Тетяна Єлисеївна        | 01.11.2010            | вища               | член Партії регіонів                    | Теплицька сільська рада, секретар                                                               |
| 9               | Гульвачук Світлана Григорівна  | 01.11.2010            | середня спеціальна | член Партії регіонів                    | дошкільний навчальний заклад, с. Теплиця, завідувач                                             |
| 11              | Русол Наталія Михайлівна       | 01.11.2010            | середня            | член Партії регіонів                    | приватний підприємець                                                                           |
| 12              | Тулунжи Олена Захарівна        | 01.11.2010            | середня спеціальна | член Партії регіонів                    | бібліотечна філія № 35с. Садове, завідувач філії                                                |
| 13              | Панова Наталія Григорівна      | 01.11.2010            | середня спеціальна | член Партії регіонів                    | Теплицька сільська рада, головний бухгалтер                                                     |
| 14              | Булацел Валерій Зіновійович    | 01.11.2010            | середня спеціальна | член Партії регіонів                    | ТОВ «АФ Дністровська», бригадир                                                                 |
| 15              | Портянко Володимир Федорович   | 01.11.2010            | середня спеціальна | член Партії регіонів                    | ТОВ «АФ Дністровська», головний інженер                                                         |
| 16              | Книшук Микола Олександрович    | 01.11.2010            | середня спеціальна | позапартійний                           | ТОВ «АФ Дністровська», управляючий відділенням № 2                                              |
| Самовисування   |                                |                       |                    |                                         |                                                                                                 |
| 2               | Терзі Степан Андрійович        | 01.11.2010            | вища               | позапартійний                           | пенсіонер                                                                                       |
| 3               | Шидерова Наталія Геннадіївна   | 01.11.2010            | вища               | позапартійна                            | тимчасово не працює                                                                             |
| 5               | Дебеляк Дмитро Іванович        | 01.11.2010            | вища               | позапартійний                           | державний професійно-технічний навчальний заклад «АПАЛ», заступник директора навчальної частини |
| 6               | Гавриленко Ірина Володимирівна | 01.11.2010            | вища               | член Політичної партії «Сильна Україна» | державний професійно-технічний навчальний заклад «АПАЛ», завідувач навчальної частини           |
| 7               | Кістол Олександр Іванович      | 01.11.2010            | вища               | позапартійний                           | ТОВ «АФ Дністровська», виконроб                                                                 |
| 10              | Шоляк Іван Михайлович          | 01.11.2010            | середня спеціальна | позапартійний                           | ТОВ «АФ Дністровська», завгар                                                                   |